# Bobrowicze (obwód miński)
Bobrowicze (biał. Бабровічы; ros. Бобровичи) – agromiasteczko na Białorusi, w obwodzie mińskim, w rejonie wołożyńskim, w sielsowiecie Wołożyn.
W dwudziestoleciu międzywojennym leżały w Polsce, w województwie nowogródzkim, w powiecie wołożyńskim.
Obok Bobrowicz znajduje się zjazd z drogi magistralnej  na drogę republikańską .